# 3-Oxopropansäure
3-Oxopropansäure (auch Malon-Semialdehyd oder Formylessigsäure) ist eine organisch chemische Verbindung, die sowohl eine Carbonsäurefunktion als auch eine Aldehydfunktion trägt.

## Vorkommen
In der Natur kommt 3-Oxopropansäure als metabolisches Intermediat vor. Es entsteht beispielsweise durch reversible Oxidation von 3-Hydroxypropionyl-CoA mit Nicotinamid-Adenin-Dinucleotid (NAD).
Es ist ein Bakterienstamm der Art Pseudomonas fluorescens bekannt, der mit Acetylencarbonsäure als einzige Kohlenstoff- und Energiequelle auskommt. Dabei ist 3-Oxopropansäure ein wichtiges metabolisches Intermediat: Sie entsteht durch Hydratisierung der Acetylencarbonsäure und wird durch Decarboxylierung in Acetyl-CoA überführt. Ebenso kommt es als metabolisches Zwischenprodukt bei einem Stamm von Escherichia coli vor, der auf Uracil als einziger Stickstoffquelle wachsen kann.
3-Oxopropansäure kommt außerdem neben diversen anderen organischen Säuren (vor allem Oxalsäure) in atmosphärischen Aerosolen vor. Nachgewiesen wurde sie als Aerosolbestandteil an diversen Stationen bei einer Umfahrung der gesamten Erde mit dem Schiff. Ebenso wurde die Verbindung in Aerosol-Analyse in der Arktis, im Nord-Pazifik, in Indien und in Tokio gefunden.

## Herstellung
3-Oxopropansäure ist sehr reaktiv. Für Reaktionen wird sie oft in situ erzeugt, indem Äpfelsäure mit konzentrierter Schwefelsäure umgesetzt wird. Dabei wird Ameisensäure beziehungsweise Wasser und Kohlenmonoxid abgespalten.
Ein gut lagerfähiger Vorläufer der Verbindung ist Ethyl-3-Oxopropionat-Diethylacetal. Dieses kann durch Kondensation von Ethylacetat und Ethylformiat und anschließende Acetalisierung mit Chlorwasserstoff in absolutem Ethanol hergestellt werden. Die 3-Oxopropansäure kann daraus durch Hydrolyse mit verdünnter Schwefelsäure und anschließende Neutralisation erhalten werden.

## Reaktionen
Die Reaktion mit einem Phenol ergibt ein Coumarin. Die Enolform die bei der Herstellung aus Äpfelsäure und Schwefelsäure zunächst entsteht kann mit Harnstoff kondensieren, wodurch Uracil entsteht. In analoger Weise wurde Isocytosin hergestellt, wobei statt Harnstoff Guanidinhydrochlorid verwendet wurde.